# Arròs bomba

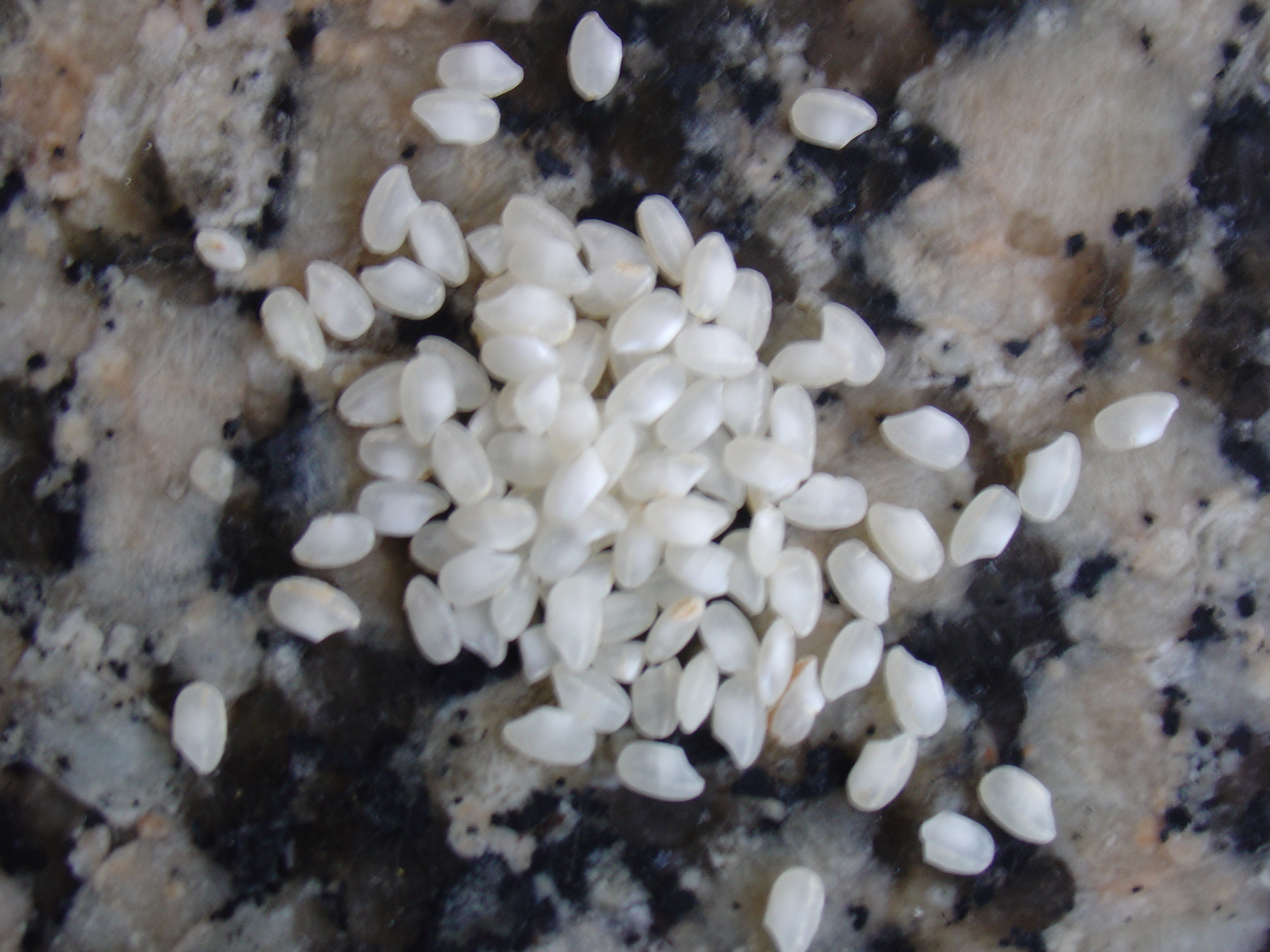
Arròs Bomba de Calasparra (Múrcia), sec.

L’arròs bomba, també anomenat bombó, és una varietat d'arròs (Oryza sativa, L.) de gra redó. Es considera un arròs de gra curt i és conegut també com a arròs de València. Es fa servir sovint en paelles i altres plats d'arròs valencians. Varietat d'arròs antiga, les seues primeres referències escrites daten de l'any 1913, quan es funda l'estació arrossera de Sueca.
És de gra curt i color perlat i aspecte consistent. No s'adhereix fàcilment al fons dels recipients on es cou per tindre un terç de l'amilasa que la majoria de les altres varietats d'arròs. Es diu "bomba" perquè pot arribar a expandir-se durant la cocció amb un volum de dos a tres vegades l'inicial. És dels arrossos més cars del mercat.
L'arròs bomba del Delta de l'Ebre, l'Arròs de València i el de Calasparra (Múrcia) estan protegits per les seues respectives denominacions d'origen. A València el seu cultiu està caient en desús pel seu baix rendiment comparat amb altres varietats de planta més baixa, fet que provoca que el Bomba siga més car que altres varietats amb major rendiment i característiques semblants, com el J. Sendra, evolució de l'arròs Sénia, o la varietat Albufera, híbrid entre el Bomba i el Sénia.

## Galeria

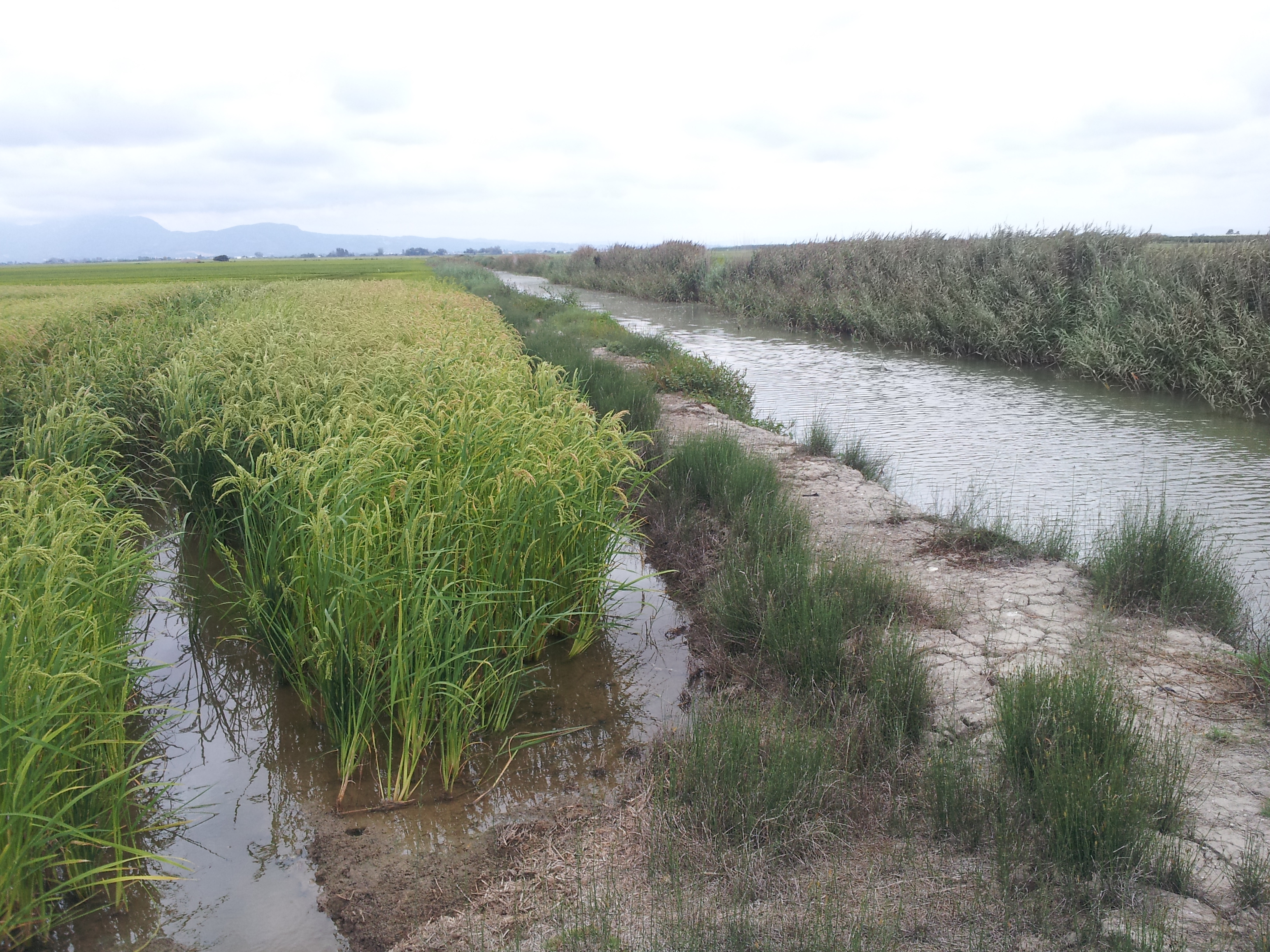
Arròs bomba de Sollana (Ribera Baixa).
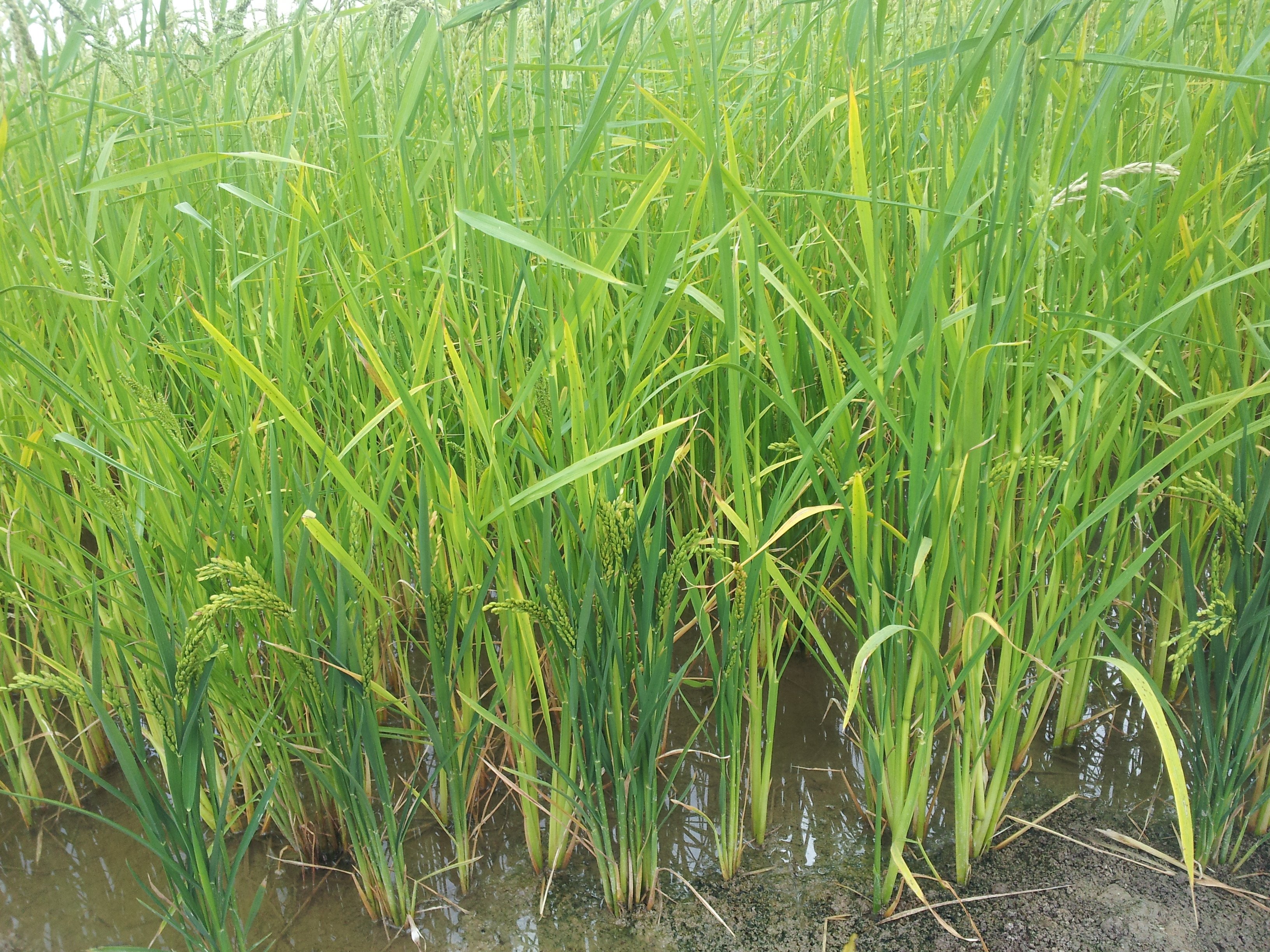
Arròs bomba de Sollana (Ribera Baixa).
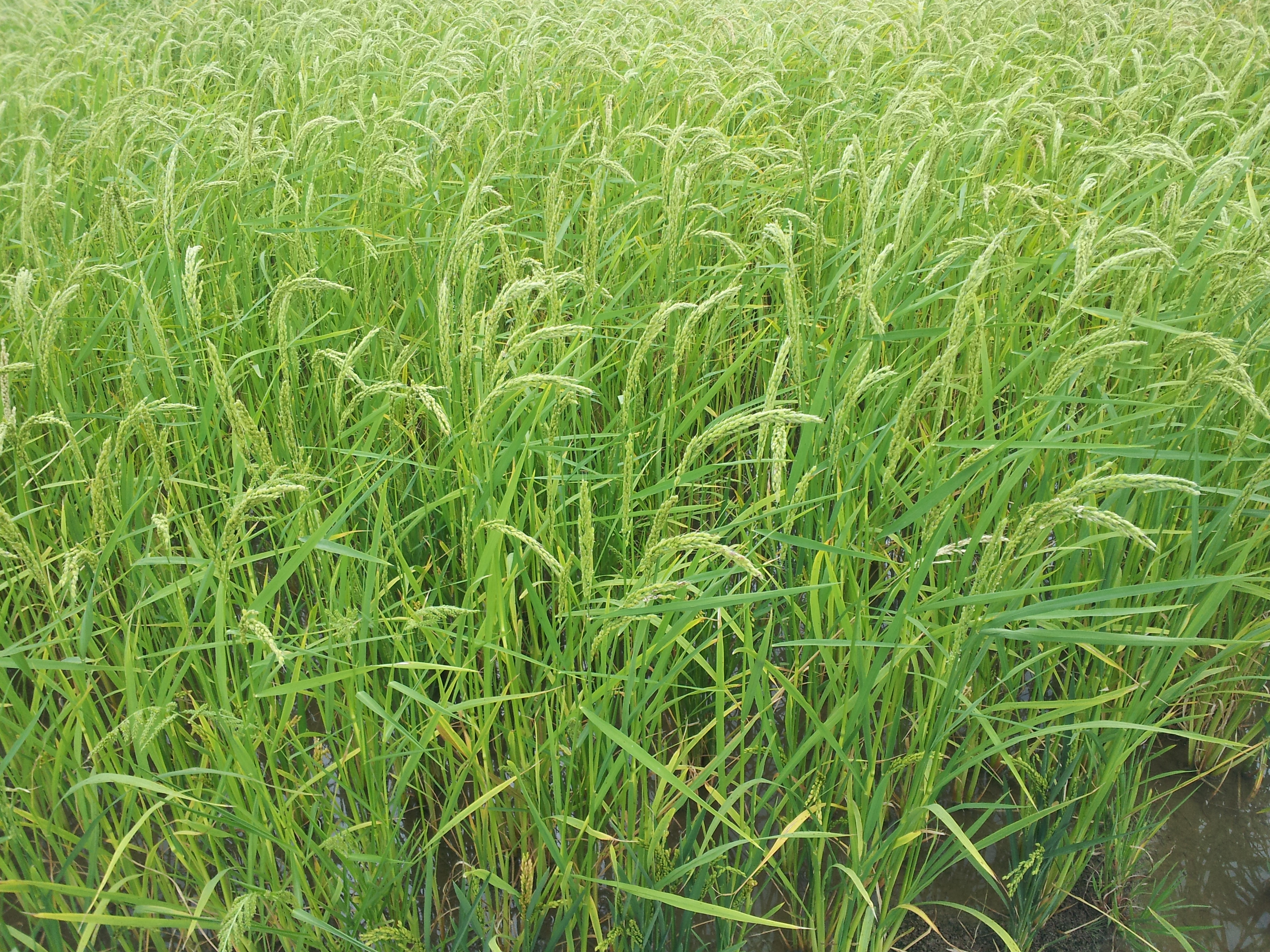
Arròs bomba de Sollana (Ribera Baixa).
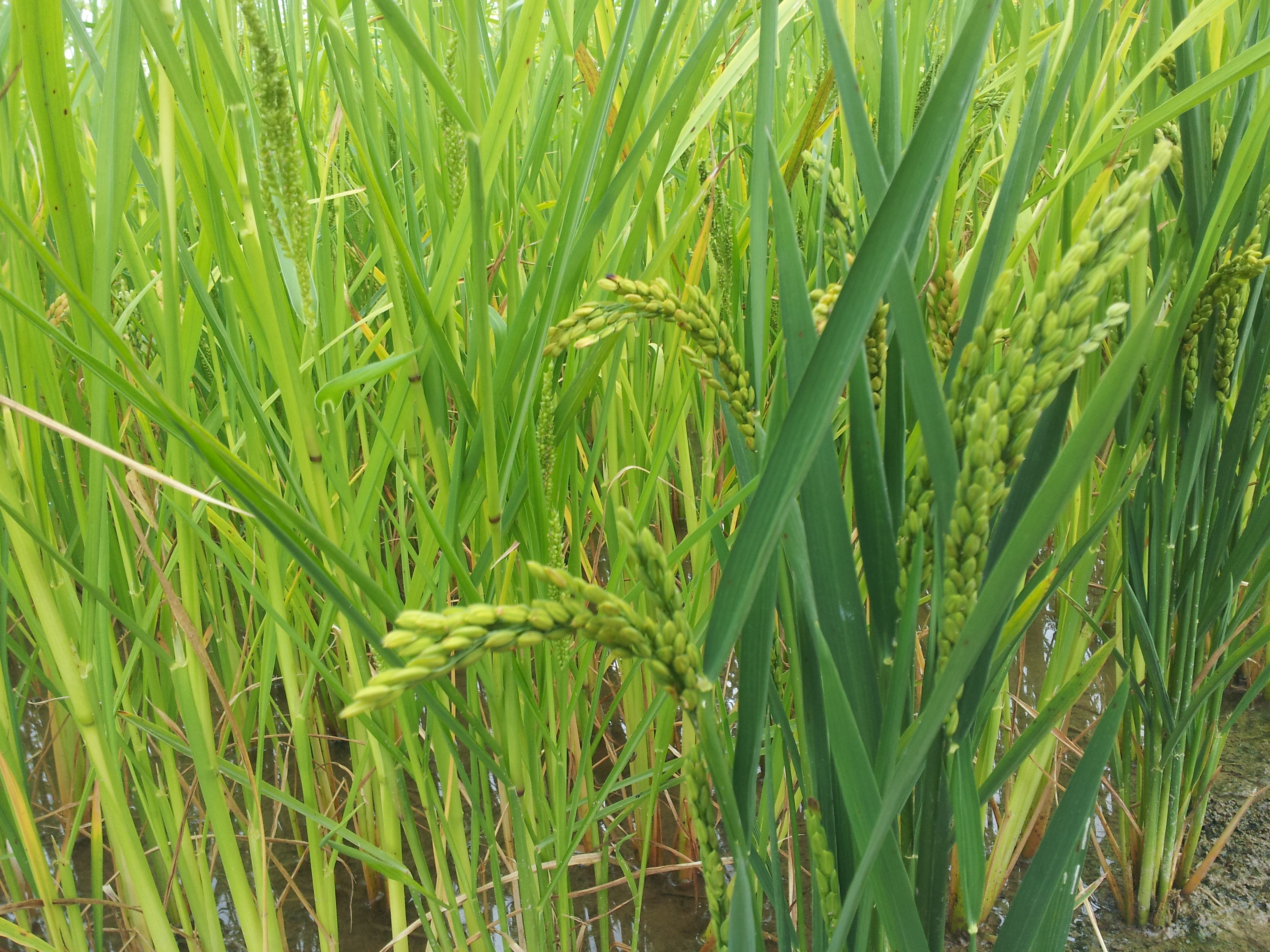
Arròs bomba de Sollana (Ribera Baixa).